# سیارک ۵۶۵۰
سیارک ۵۶۵۰ (به انگلیسی: 5650 Mochihito-o، نامگذاری:1990XK) پنج هزار و ششصد و پنجاهمین سیارک کشف شده است که در ۱۰ دسامبر ۱۹۹۰ کشف شد.
قدر مطلق سیارک برابر ۱۱٫۸۰ است.